# Hydrotriche galiifolia
Hydrotriche galiifolia là một loài thực vật có hoa trong họ Mã đề. Loài này được A. Raynal mô tả khoa học đầu tiên năm 1979.